# Artibeus amplus
Artibeus amplus é uma espécie de morcego da família Phyllostomidae. É encontrado nos países da Colômbia, Guiana e Venezuela. A espécie é um dos poucos micromorcegos que come folhas (um comportamento observado principalmente em megamorcegos).